# Saung-gauk

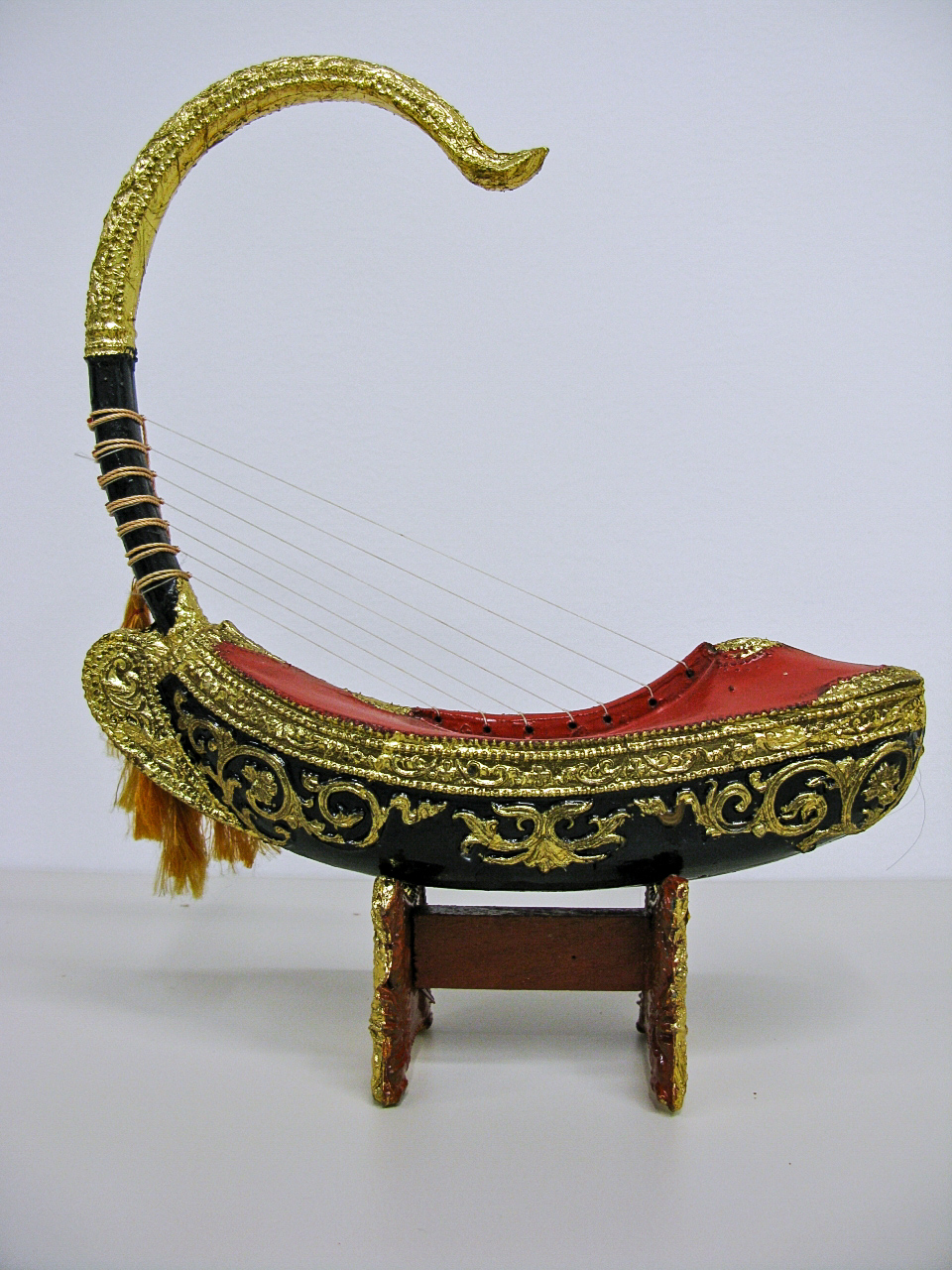

Saung-gauk là một nhạc cụ dân tộc của Myanmar, nó còn được gọi là đàn hạc Miến Điện. Đây là một nhạc cụ thuộc bộ gảy và có hình dáng trông như một chiếc thuyền rồng. Bản thân từ Saung-gauk trong tiếng Myanmar (viết là ဆေင္‌းကောက္‌) có nghĩa là "đàn uốn cong". Saung-gauk có 16 dây. Người chơi đàn dùng tay phải để gảy, và tay trái để điều chỉnh âm vực. Saung-gauk có nhiều cỡ dùng cho nhiều dịp khác nhau.
Loại đàn hạc này được truyền từ Ấn Độ tới Trung Quốc, qua Myanmar và những phiên bản gần giống cũng còn được thấy ở các nước Đông Nam Á khác. Ban đầu, nó là nhạc cụ dùng trong các lễ nghi của đạo Phật ở Myanmar. Về sau, hoàng gia tiếp nhận nó vào dàn nhạc cung đình. Bằng chứng khảo cổ học ở chùa Baw-baw-gyi cho thấy từ thời người Pyu thống trị miền Trung và Bắc Myanmar đã có saung-gauk.